# Ross Nesdale
Ross Patrick Nesdale (Feilding, 30 ottobre 1969) è un ex rugbista a 15 e allenatore di rugby a 15 neozelandese internazionale per l'Irlanda, attivo in carriera nel ruolo di tallonatore.

## Biografia
Nato a Feilding, città neozelandese del distretto di Manawatū, in una famiglia di origine irlandese (suo nonno proveniva da Bantry), si mise in luce a livello internazionale con la provincia di Auckland dapprima in casa contro i British Lions in tour in Nuova Zelanda poi, a fine anno, realizzando una meta durante una trasferta della squadra nelle Isole britanniche.
Nel 1996 Nesdale, che già dal 1992 aveva anche la cittadinanza irlandese, fu ingaggiato in Inghilterra dal Newcastle; l'anno seguente esordì in Nazionale irlandese nel corso del Cinque Nazioni 1997 a Cardiff contro il Galles.
Nel 1998 fu campione d'Inghilterra con Newcastle e nel 1999 fu tra i convocati irlandesi alla Coppa del Mondo che si tenne in Galles e fu ospitata anche da Inghilterra e Irlanda.
La competizione mondiale fu anche il suo ultimo palcoscenico internazionale; ivi contro la Romania, infatti, disputò il suo incontro finale per l'Irlanda, il tredicesimo.
Nel 2001 giunse anche il ritiro dalle competizioni.
Subito dopo la fine della carriera agonistica divenne allenatore degli avanti della Nuova Zelanda per poi, nel 2004, ricoprire analogo incarico nel Newcastle.
Nel 2006, lasciato anzitempo l'incarico, tornò in Nuova Zelanda per diventare dirigente alle vendite presso Power Farming, azienda di mezzi agricoli di Manawatu.

## Palmarès
- Premiership: 1
Newcastle: 1997-98
- Coppe Anglo-Gallesi: 1
Newcastle: 2000-01, 2003-04